# Edward Darmanin
Edward Darmanin (15 novembre 1945) è un ex calciatore maltese, di ruolo difensore.

## Carriera

### Nazionale
Ha collezionato ventotto presenze con la propria Nazionale.

## Palmarès

### Individuale
- Calciatore maltese dell'anno: 1

1971-1972